# Marie Trachtová
Marie Trachtová (9. listopadu 1865 Poděbaby – 12. července 1924 Praha) byla česká pedagožka, školní inspektorka, spolková činovnice a feministka. Stala se ředitelkou hospodyňské dívčí školy ve Stěžerách u Hradce Králové, vůbec první takové školy v českých zemích. Po vzniku Československa se roku 1919 se stala školní inspektorkou státních hospodyňských škol.

## Život

### Mládí
Narodila se v Poděbabech poblíž Německého Brodu. Vychodila zde obecnou školu a následně nastoupila na učitelský ústav, který roku 1884 absolvovala složením zkoušek pro industriálni učitelky. Učitelské povolání bylo v té době při výkonu spojeno s příslibem celibátu, Kozlová tak zůstala svobodná.

### Pedagogika
Roku 1887 se stala první ředitelkou hospodyňské dívčí školy zřízené na zámku ve Stěžerách u Hradce Králové, vlastněného rodem Harrachů. Škola tak stavěla na základech hospodyňského vzdělání reprezentovaných mj. kuchařskými publikacemi a spisy Magdaleny Dobromily Rettigové. Výuka se zaměřovala především na vzdělávání dívek z majetnějších rodin, zejména v praktických a domácích pracích, které pak absolventky uplatňovaly hlavně ve vlastních domácnostech poté, co se vdaly. Hospodyňský ústav ve Střežerách je připomínán jako první hospodyňská škola svého druhu v historii českého školství a byl důležitou součástí procesu vzdělávání především českých žen v Rakousku-Uhersku konce 19. století.
Posléze se stala ředitelkou Státního pedagogického semináře pro vzdělání učitelek škol hospodyňských v Chrudimi, určeného k přípravě nových pedagogických pracovnic. Tento ústav byl odpovědný za značnou část všech hospodyňských učitelek v českých zemích. Po vzniku ČSR byla z gesce čs. ministerstva zemědělství pověřena členstvím ve Státní zkušební komisi pro učitelství na hospodyňských školách a jmenována školní inspektorkou odpovědnou za pedagogický dozor nad veškerým hospodyňským školstvím v Československé republice. S touto funkcí patrně natrvalo přesídlila do Prahy.
Vedle pedagogické činnosti byla rovněž publikačně činná: vydala řadu hospodyňských učebnic a kuchařek. Rovněž redigovala časopis Česká hospodyně, vydávaný v letech 1900 až 1920, a přispívala mimo jiné do Ženských listů.

### Úmrtí
Marie Trachtová zemřela 12. července 1924 v Praze-Strašnicích ve věku 58 let.